# قسيم عصبي
قُسَيْمٌ عَصَبِيّ هي قِطع مؤقتة محددة شكليًا أو جزيئيًا من دماغ النامي. القُسَيمٌ المُعَيَّنِيّ هو تلك الأجزاء التي تشكل الدماغ المعيني أو الدماغ المؤخر. والأكثر إثارة للجدل هو أن البعض يجادل بأن هناك قِطع نمائية مبكرة تؤدي إلى تكوّن هياكل الدماغ المتوسط (الميزوميرات) والدماغ الأمامي (بروسوميريس).
العصبونات هي أجزاء من الأنبوب العصبي التي تؤسس الدماغ الجنيني أثناء التطور.  يمكن بعد ذلك تقسيمها بحيث يحمل كل منها سمات وراثية مختلفة وفريدة، معبرة عن سمات مختلفة في النمو.